# John Van Alphen
Jan "John" Van Alphen (Merksem, 17 juni 1914 - 19 december 1961) was een Belgisch voetballer die speelde als middenvelder of verdediger. Hij voetbalde in Eerste klasse bij Beerschot VAC en speelde 11 interlandwedstrijden met het Belgisch voetbalelftal.

## Loopbaan

### Als voetballer
Van Alphen begon te voetballen bij Merksem SC in 1928 en in 1932 vroeg hij transfer aan naar Lierse SK maar weigerden hem te laten gaan.Begin 1936 geraakte hij dan toch weg en was hij heel even bij Antwerp FC maar zagen ze de capaciteiten niet van de Middenvelder en vervolgens transfer in de zomer naar Beerschot AC in 1936 en verwierf al spoedig een basisplaats in de ploeg die op dat moment in haar topperiode zat. Met de ploeg werd Van Alphen tweemaal landskampioen (1938 en 1939) en eenmaal tweede (1937). Zijn voetbalcarrière werd echter afgeremd door de Tweede Wereldoorlog. Van Alphen bleef bij Beerschot voetballen tot in 1946 en zette toen een punt achter zijn spelersloopbaan op het hoogste niveau. In totaal speelde Van Alphen 164 wedstrijden in Eerste klasse en scoorde hierbij 5 doelpunten.
Tussen 1938 en 1944 speelde Van Alphen 11 wedstrijden met het Belgisch voetbalelftal waarvan de eerste 10 voor de oorlog en de laatste na een onderbreking van vijf jaar. Hij nam deel aan het Wereldkampioenschap voetbal 1938 in Frankrijk en speelde er één wedstrijd, namelijk deze tegen het gastland.

### Als trainer
In het seizoen 1959-1960 actief als trainer bij tweedeklasser K. Lyra en in het seizoen 1960-1961 was Van Alphen bij KSV Waregem dat op dat moment in Derde klasse speelde. De ploeg behaalde dat seizoen de vijfde plaats in de eindrangschikking. Aan het eind van datzelfde jaar stierf John na hartfalen.